# Amamanganops baginawa
Amamanganops baginawa is een spinnensoort uit de familie van de Selenopidae. De spin komt voor op Filipijnen en werd in 2011 beschreven  door Sarah C. Crews & Harvey op basis een holotype dat was verzameld in San Jose op het eiland Mindoro.